# Émile Bienaimé
Pour les articles homonymes, voir Bienaimé.
Paul Émile Bienaimé (7 juillet 1802, Paris - 17 janvier 1869, Paris) est un compositeur français.

## Biographie
Élève de la maîtrise de la cathédrale Notre-Dame de Paris, il est élève au Conservatoire de Victor Dourlen et de François-Joseph Fétis. Lauréat en 1822 du prix d'harmonie, en 1825, il gagne avec une fugue en quatre parties un concours de composition organisé par le Conservatoire et finit deuxième en 1826 du prix de Rome avec sa cantate Herminie. 
En 1827, il succède à Pierre Desvignes comme maître de chapelle à Notre-Dame de Paris où il jouera ainsi la majeure partie de ses œuvres sacrées, comme son Requiem en 1830 avec un grand orchestre en hommage à Louis XVI et Marie-Antoinette. 
Cofondateur avec François-Antoine Habeneck de la Société des concerts du Conservatoire (1828), son poste à Notre-Dame est supprimé lors de la révolution de 1830. Il se consacre alors à l'enseignement au Conservatoire dans les classes d'harmonie et d'accompagnement, qu'il quittera en 1864 pour prendre sa retraite.
Il meurt le 17 janvier 1869 dans le 5e arrondissement.
On lui doit des œuvres sacrées, de la musique de salon, une ouverture pour orchestre ainsi que des ouvrages sur l'enseignement musical (Cinquante études d'harmonie pratique, Paris, 1844).

## Œuvres
- Les Écoliers de Paris, nocturne, paroles de Jules Turgan, 1842.
- Vole, ma noire gondole, mélodie, paroles de Jules Turgan, 1842.
- Théodie, recueil de chants à plusieurs voix sur l'histoire sainte, 1846.
- Les Papillons d'or, valse pour le piano à quatre mains, op.11, 1850.
- Nérina !, polka-mazurka pour piano, 1855.
- Le Gâteau des Rois, ballade pour baryton, paroles d'Edmond de Faulques, 1856.
- Le Petit ange, romance, paroles d'Eugène Mahon, 1857.
- Fleur de Bohême, polka pour piano, 1858.
- Ave Regina coelorum. Antienne à la Vierge. À quatre voix, 1859.
- Éloge de la paresse, chansonnette, paroles de Antignac, 1866.
- L'Enfant et le passereau, arrangé par F. Morand, paroles de Spenner, 1869.
- Mai, couplets à trois voix égales, 1857, puis, arrangé avec accompagnement de piano par F. Morand, paroles de Spenner, 1869.
- Chant français à l'occasion du Sacre de Charles X, paroles d'Uzanne, non daté
- Le Départ de la goélette, chansonnette, paroles de Poisson, non datée.
- Fugue à huit voix réelles, non datée.
- Priez Dieu, romance, paroles de Poisson, non datée.